# Klaus-Dieter Schultz
Klaus-Dieter Schultz es un deportista alemán que compitió para la RFA en vela en la clase Europe. Ganó dos medallas en el Campeonato Mundial de Europe, oro en 1971 y plata en 1974.

## Palmarés internacional
| Campeonato Mundial | Campeonato Mundial    | Campeonato Mundial | Campeonato Mundial |
| Año                | Lugar                 | Medalla            | Clase              |
| ------------------ | --------------------- | ------------------ | ------------------ |
| 1971               | Ratzeburger See (RFA) | Medalla de oro     | Europe             |
| 1974               | Morten (Noruega)      | Medalla de plata   | Europe             |